# Hendrik Chabot

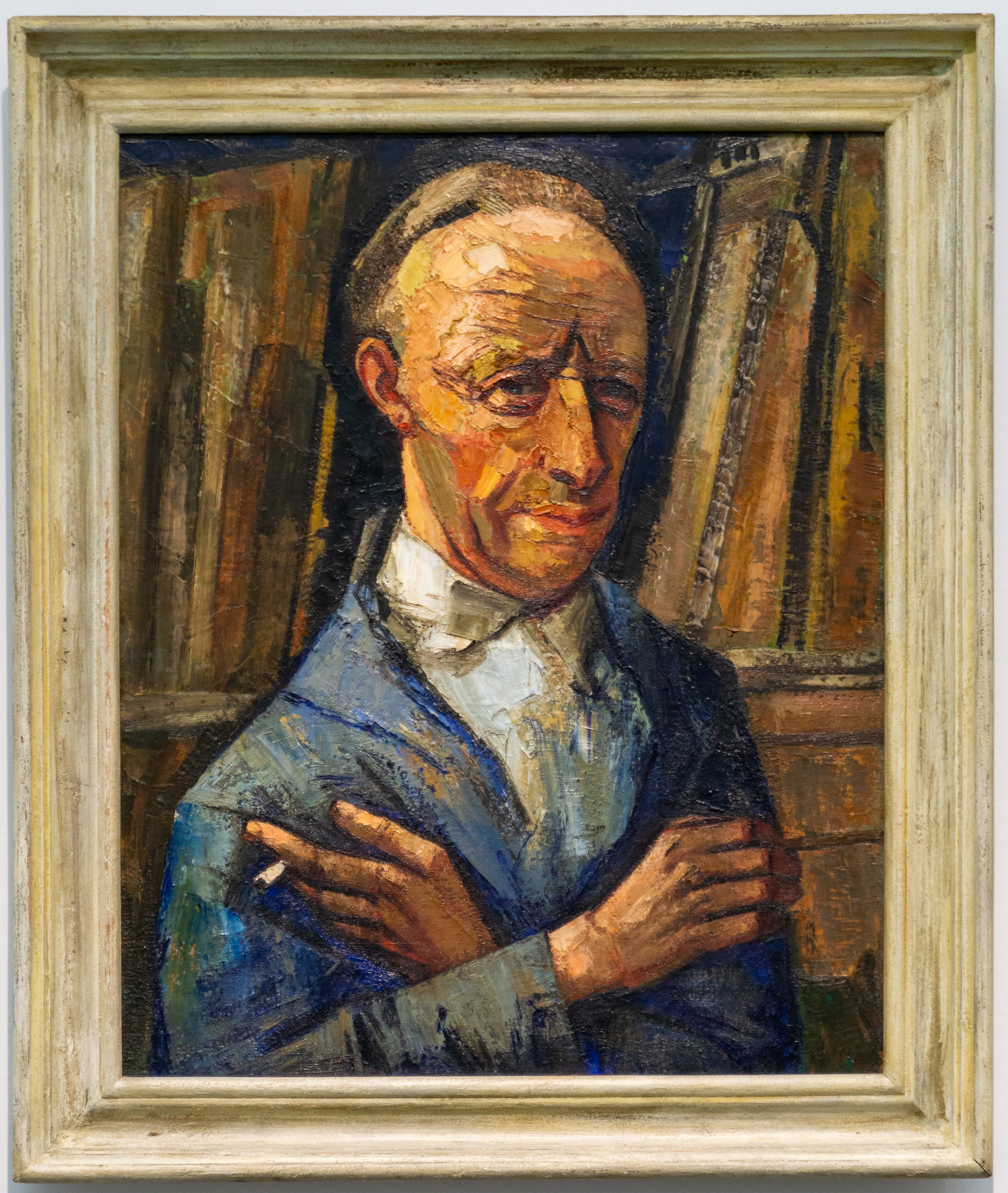
Retrato de Hendrik Chabot, pintor y escultor

Hendrik ('Henk') Chabot (Sprang-Capelle, 2 de agosto de 1894-Róterdam, 2 de mayo de 1949) fue un pintor y escultor neerlandés adscrito al expresionismo. 
De niño se trasladó en 1906 con su familia a Róterdam. Antes de la guerra expuso con regularidad en la Sala de Arte Van Lier de Ámsterdam. Los últimos años de la guerra y poco después fue más o menos el mascarón de proa del arte neerlandés. Chabot es visto como uno de los más importantes representantes del expresionismo en los Países Bajos. Su obra más famosa es probablemente El fuego de Róterdam.
- Datos: Q2638473
- Multimedia: Hendrik Chabot / Q2638473